# 劉尼 (北魏)
劉尼（？—474年），鮮卑姓獨孤氏，鲜卑名侯尼須，出身鮮卑獨孤部，北魏文成帝時期的官員，擁立魏文成帝登上皇位。官至司徒，爵封東安王。

## 生平
劉尼的曾祖劉敦，曾經有功於道武帝拓跋珪。父親劉婁，擔任過冠軍將軍。劉尼本人體格健壯，有臂力，擅長射箭，勇猛果敢。太武帝賞識他，官拜羽林中郎，振威將軍，賜爵昌國子。
北魏正平二年452年，宦官宗愛殺害太武帝拓跋燾，擁立吳王拓跋余即皇帝位，但九個月後又在東廟將拓跋余殺害，當時這件事只有劉尼知情，宗愛和劉尼商討接下來應該迎立何人即皇帝位，劉尼提議拓跋濬作為人選，但宗愛卻因為曾經害死拓跋濬的父親景穆太子拓跋晃，懼怕拓跋濬若即位之後，將會對自己不利，不同意劉尼的意見，事後劉尼懼怕事情可能有變數，因此決定先發制人，先馳告當時與劉尼共同掌握宮中禁軍的殿中尚書源賀，又和南部尚書陸麗以及尚書長孫渴侯等人聯手發動政變，擁立文成帝拓跋濬即位，推翻宗愛、賈周等黨羽。事成後，以劉尼為內行長，封建昌侯，後升官至尚書右僕射，加侍中，晉爵東安王。
和平二年，魏文成帝拓跋濬南巡，从定州前往邺城，三月丁巳朔（461年3月27日），魏文成帝在灵丘亲自射箭越过山峰，侍中、安南大将军、殿中尚书、□□□、东安王刘尼跟随参与了这次南巡
文成帝末年，劉尼官至司徒。獻文帝拓跋弘即位之後，因劉尼有大功於先朝，特加優寵。皇興四年470年九月，獻文帝決定御駕親征，北伐柔然，但在陣前誓軍之時，劉尼因為酒醉導致其軍隊軍容不整，遭到免官。

## 考證
姚薇元《北朝胡姓考》認為劉尼為獨孤信的祖父。田餘慶《拓跋史探》則不同意這個看法。

## 兒子
- 劉社生，北魏步兵校尉、寧朔將軍、东安王
- 劉榮，新平郡太守、東安公[3]
- 刘规，雍州刺史[4]

## 延伸阅读
[在维基数据编辑]
 《魏書/卷30》，出自魏收《魏书》
 《北史·卷028》，出自李延壽《北史》